# 木戸衣吹
木戸 衣吹（きど いぶき、1997年11月14日 - ）は、日本の女性声優。青森県青森市出身。ホリプロインターナショナル所属。

## 経歴
3歳くらいの頃から、何かになりきり、1人芝居ごっこのようなことをするのが好きだった。その後は、漫画を読むようになり、そこに声を当てて1人の世界に浸るのが好きになり、アニメを観るようになった。
小学4年の時に『しゅごキャラ!』のほしな歌唄役を演じる水樹奈々の演技を聴いたことがきっかけで、声優を志す。声優に興味を持ち始めてからは、漫画の音読や1人アフレコを行なっていた。その後、2010年12月に開かれた『天才てれびくんMAX』制作のオリジナルアニメの声優を決めるオーディション「こえたまごオーディション」で主役の恵子役に合格。13歳の時、 応募総数1万2745名が集った2011年度の「第36回ホリプロタレントスカウトキャラバン 次世代声優アーティストオーディション」でファイナリストまで残り、ホリプロ所属となった。練習では、『マクロスF』のランカ・リー（中島愛）の「星間飛行」を聴きながら行なっていた。オーディションでは、引っ込み思案であることも手伝って少し戸惑う場面もあったという。
なお、この時のグランプリは、田所あずさ。田所を含め、木戸と同じくファイナリストに残った大橋彩香、Machico、山崎エリイ、京香がホリプロの所属になった。
2012年の1月に単身上京し、レッスンを開始。同年10月期のアニメ『お兄ちゃんだけど愛さえあれば関係ないよねっ』でヒロイン・姫小路秋子役に抜擢された。2013年10月からは事務所の同期にあたる田所あずさ、大橋彩香、山崎エリイ、MachicoらとAKIBAカルチャーズ劇場でアニメソング、ゲームソングのカバーライブイベント「Anisong Ichiban!! presented by HoriPro」を定期的に開催。
2014年に山崎エリイとのユニット「every♥ing!」を結成し、2015年4月にキングレコードより 「ゆめいろ学院校歌」でデビュー。「every♥ing!」は現役女子高校生ユニットと銘打ち、高校卒業までの期間限定ユニットの予定だったが、予想以上の人気から両名が20歳になる2017年11月までプロジェクトが延長がされ、 中野サンプラザにおける卒業コンサートをもって活動休止になった。
2024年11月14日、自身のXアカウントにて一般男性と結婚したことを報告した。

## 人物
趣味は料理研究。特技は耳掃除。
好きな食べ物はとろろ昆布、ベイクドチーズケーキ、いかの塩辛、えんがわ、チャンジャ、ラーメン。20歳以降は飲酒も好んでいるが、食べ物とは逆で辛口が飲めない。
苦手なものはお化け、自分の生命の危機を感じる時。
座右の銘は「初心に戻る」。

## 出演
太字はメインキャラクター。

### テレビアニメ
2012年
- アイカツ!（氷室朝美、森くるみ、勝俣ひばり、烏丸律 他）
- アマガミSS+ plus（実行委員）
- お兄ちゃんだけど愛さえあれば関係ないよねっ（姫小路秋子）
- この中に1人、妹がいる!（生徒）

2013年
- 俺の妹がこんなに可愛いわけがない。（リア・ハグリィ）
- 帰宅部活動記録（安藤夏希）
- GJ部（2013年 - 2014年、四ノ宮霞、ネコ） - 1シリーズ+特別編
- ゴールデンタイム（2013年 - 2014年、岡千波）
- とある科学の超電磁砲S（妹）
- 変態王子と笑わない猫。（女子生徒A）
- やはり俺の青春ラブコメはまちがっている。（由香）

2014年
- 47都道府犬R（青森犬）
- お姉ちゃんが来た（藤咲美奈）
- オレん家のフロ事情（霞、男たち）
- 彼女がフラグをおられたら（菜波・K・ブレードフィールド）
- 健全ロボ ダイミダラー（真境名そり子）
- 精霊使いの剣舞（クレア・ルージュ）
- 東京ESP（漆葉リンカ）
- ノブナガ・ザ・フール（ツェペッシュ・ネル）
- ハマトラ（妹）
- pupa（長谷川夢）
- マルタの冒険（2014年 - 2017年、マルタ） - 3シリーズ
- 召しませロードス島戦記 〜それっておいしいの?〜（ドリ）

2015年
- ISUCA（島津朔邪）
- 空戦魔導士候補生の教官（クリスティーナ・バルクホルン）
- すべてがFになる THE PERFECT INSIDER（真賀田四季）
- レーカン!（天海響）

2016年
- 大家さんは思春期!（植野真由）
- SHOW BY ROCK!!#（ハンドレッコ）
- TRICKSTER -江戸川乱歩「少年探偵団」より-（2016年 - 2017年、野呂誠）
- とんかつDJアゲ太郎（唐沢シオリ）
- ばくおん!!（中野千雨）
- パンでPeace!（谷みなみ）

2017年
- にゃんこデイズ（まー、友達A）
- アイドル事変（綾井しらゆき）
- スクールガールストライカーズ Animation Channel（緋ノ宮二穂）
- エロマンガ先生（神野めぐみ）
- バトルガール ハイスクール（千導院楓）
- 王様ゲーム The Animation（村角愛美）

2018年
- アイカツフレンズ!（2018年 - 2019年、湊みお） - 2シリーズ

2019年
- アイカツオンパレード!（2019年 - 2020年、湊みお、氷室朝美）

2020年
- ブレーカーズ（愛）
- いわかける! - Sport Climbing Girls -（菊池春奈）

2021年
- アイカツプラネット!（スウィートホールケーキ）
- SHOW BY ROCK!! STARS!!（ハンドレッコ）
- 魔法科高校の優等生（四十九院沓子）
- MUTEKING THE Dancing HERO（少年ムテキ、天の声）

2022年
- プリンセスコネクト!Re:Dive Season 2（ツムギ）
- 咲う アルスノトリア すんっ!（店番の少年）

2023年
- アイドリッシュセブン Third BEAT!（観客）
- アイドルマスター ミリオンライブ!（矢吹可奈）

2024年
- 超普通県チバ伝説（我孫子由）

2025年
- ざつ旅-That's Journey-（女子5人組）

### 劇場アニメ
- THE IDOLM@STER MOVIE 輝きの向こう側へ!（2014年、矢吹可奈[64]）
- ずんだホライずん（2017年、東北イタコ[65]）
- どうにかなる日々（2020年、しんちゃん[66]）
- 劇場版IDOL舞SHOW（2022年、綾瀬双葉[67]）
- ガディガルズ（2022年）[68]

### OVA
- ナゾトキ姫は名探偵♥（2012年、詩音ひなみ）[注 1]
- あさがおと加瀬さん。（2018年、三河[69][70]）
- エロマンガ先生（2019年、神野めぐみ）

### Webアニメ
- SUPER SHIRO（2020年、キャンキャン[71]、スピーカー）
- アイカツオンパレード！ドリームストーリー（2020年、湊みお[72]）

### ゲーム
2012年
- アイカツ! シンデレラレッスン（氷室朝美）

2013年
- アイドルマスター ミリオンライブ!（2013年 - 2017年、矢吹可奈）
- 嫁コレ（姫小路秋子、木戸衣吹、岡千波、菜波・K・ブレードフィールド、クレア・ルージュ、天海響）

2014年
- アイドルマスター ワンフォーオール（矢吹可奈） - DLC追加キャラクター
- ゴールデンタイム Vivid Memories（岡千波）
- スクールガールストライカーズ（緋ノ宮二穂）
- 精霊使いの剣舞〜DayDreamDuel〜（クレア・ルージュ）
- 蒼穹のスカイガレオン（マイア・アレクセーエヴィチ）
- つんつんバニー（バニー）
- 猫耳さばいばー!（ハル、エリイ、ルル）
- ヒーローズプレイスメント（極楽浜繭）
- 巫女の社（若槻美衣）
- ようこそ!ファミーユへ（伊吹みつか）

2015年
- アイカツ! My No.1 Stage!（氷室朝美）
- 英雄伝説 空の軌跡 FC Evolution（メイベル市長）
- 音速少女隊 -Photon Angels-（アダ、リリー）
- ザクセスヘブン リベリオン（紺碧）
- スクールファンファーレ（トリコ・コルトレーン）
- DivinaCute（アリシア）
- 超銀河船団（ハセベ・ミズキ、ヨナナヨ）
- バトルガール ハイスクール（千導院楓）
- プリンセスコネクト!（繭宮つむぎ）
- 我が家の子猫ちゃん（ヌリ）

2016年
- アイカツ! フォトonステージ!!（氷室朝美）
- アイドル事変（綾井しらゆき）
- エンドライド -X fragments-（アクア）
- オルタナティブガールズ（西園寺玲）
- オルタンシア・サーガ -蒼の騎士団-（ペネロペ）
- クイズRPG 魔法使いと黒猫のウィズ（シミラル）
- Shadowverse（2016年 - 2022年、ソードウィップメイド、ドロシー、メリオーネ）
- ソウルワーカー（リリー・ブルームメルヘン）
- ブレイブソード×ブレイズソウル（ディザスターマイン、リズモアの蒼い本、ヴァジュラ、ヴァジュラ=リラ）
- 弩龍戦機（爆炎のジャーミ）
- 編隊少女 -フォーメーションガールズ-（マリナ・フドウ）
- メダロット ガールズミッション（豊穣みのり）
- 妖怪百姫たん!（蜘蛛丸、坂田金時）
- LINE 潜空のレコンキスタ（ソニア）
- リーリヤのおともだち（ルル）

2017年
- ららマジ（九条紗彩）
- 魔法陣少女 ノブナガサーガ（ギルガメッシュ）
- ガンガンピクシーズ（垣間ミナミ）
- アイドルマスター ミリオンライブ! シアターデイズ（2017年 - 2025年、矢吹可奈）
- 旋光の輪舞2（ケイティ・シア・シュエジュエン）
- マギアレコード 魔法少女まどか☆マギカ外伝（2017年 - 2022年、三栗あやめ）
- CARAVAN STORIES（ルル）

2018年
- アズールレーン（リアンダー、シュロップシャー）
- プリンセスコネクト！Re:Dive（2018年 - 2024年、ツムギ / 繭宮つむぎ）
- データカードダス アイカツフレンズ！（湊みお）
- ワールドエンド・シンドローム（山田花子、二階堂玲衣）

2019年
- 東京クロノス（桃野夕）
- データカードダス アイカツオンパレード！（湊みお）

2020年
- SHOW BY ROCK!! Fes A Live（ハンドレッコ）
- 蒼天のスカイガレオン（セイオウボ）

2021年
- ブルーアーカイブ -Blue Archive-（2021年 - 2025年、朝比奈フィーナ）
- モンスターストライク（物乃具姫、ピスカス）
- 崩壊3rd（時雨綺羅）

2022年
- ドールズフロントライン（HSM10）
- プリコネ！グランドマスターズ（ツムギ）

2025年
- 魔法少女まどか☆マギカ Magia Exedra（三栗あやめ）
- シャインポスト Be Your アイドル!（山田花音）
- ポケモンマスターズEX（スグリ）

### ドラマCD
- ゴールデンタイム（2013年、岡千波）
- アイドルマスター ミリオンライブ！ シリーズ（2015年 - 、矢吹可奈〈神崎水桜〉）
- ボクラノキセキ（2015年、子供） - 第13巻ドラマCD付き限定特装版
- 出番ですよ！カグヤさま（2016年、サクヤ[120]） - 第2巻ドラマCD付き限定特装版
- スクールガールストライカーズ 〜トゥインクルメロディーズ〜 Melody Collection ボイスドラマ（2018年、緋ノ宮二穂）
- プリンセスコネクト！Re:Dive PRICONNE CHARACTER SONG（2018年 - 2020年、ツムギ） - 3作品[一覧 2]
- 精霊使いの剣舞 〜エレメンタル・ドリーマー〜（2018年、クレア）
- IDOL舞SHOW エピソードZERO（2020年、綾瀬双葉[121]）

### ラジオ
※はインターネット配信。
- ラジオだけどみんなの愛さえあれば関係ないよねっ（2012年 - 2013年、音泉※・HiBiKi Radio Station※）
- たった一度の本番を棒に振るラジオ（2013年、音泉※・HiBiKi Radio Station※）
- 木戸衣吹・エリイちゃんのゆめいろ学院 Doki☆Doki参観日（2014年 - 2016年、超!A&G+※）
- 彼女がフラグをおられたらじお（2014年、音泉※）[122]
- 精霊使いの剣舞放送〈ブレラジ〉（2014年、HiBiKi Radio Station※）[123]
- 今夜もざわざわ♪レーカン!ラジオ...なんです。（2015年、音泉※）[124]
- メダロット ガールズミッション ラジオハイスクール（2016年、超!A&G+※）[125]
- every♥ing!のゆめいろラジオ（2016年 - 2017年、超!A&G+※）
- 木村昴・木戸衣吹 えっ、好き勝手やっても怒られないんですか!?（2018年 - 、きゃにめプライム※）[126]
- 木戸衣吹と田辺留依の「ふたラジ!!」（2020年、超!A&G+※）[127]

### ラジオCD
- ラジオCD「ラジオだけどみんなの愛さえあれば関係ないよねっ」 Vol.1 - 3（2012年 - 2013年）
- ラジオCD「彼女がフラグをおられたらじお」 Vol.1 - 2（2014年）
- ラジオCD「今夜もざわざわ♪レーカン! ラジオCD...なんです。」 第0 - 1巻（2015年）

### 吹き替え
- ロケッティア（2020年、キット・シーコード）
- カラミティ（英語版）（2021年、イヴ[128]）

### テレビ番組
※はインターネット配信。
- 木戸衣吹のまだまだFRESH!です（2017年 - 、AmebaFRESH![129]→OPENREC.tv[130]※）

### 映像商品
- THE IDOLM@STER M@STERS OF IDOL WORLD!!2014（2014年）[131]
- THE IDOLM@STER MILLION LIVE! 1stLIVE HAPPY☆PERFORM@NCE!! Blu-ray Day1（2014年）[132]
- THE IDOLM@STER MILLION LIVE! 2ndLIVE ENJOY H@RMONY!! Live Blu-ray Day1（2015年）[133]
- THE IDOLM@STER M@STER OF IDOL WORLD!!2015 Live Blu-ray Day2（2016年）[134]
- THE IDOLM@STER MILLION LIVE! 3rdLIVE TOUR BELIEVE MY DRE@M!! LIVE Blu-ray （2016年）[135][136][137]
- THE IDOLM@STER MILLION LIVE! 4thLIVE TH@NK YOU for SMILE! LIVE Blu-ray DAY1/DAY2/DAY3（2018年）[138][139][140][141]
- Animelo Summer Live 2017 -THE CARD- 8.26（2018年、アイドルマスターミリオンスターズとして出演）[142]
- Animelo Summer Live 2018“OK!“ 08.26 Blu-ray（2019年、アイドルマスターミリオンライブ！ミリオンスターズとして出演）[143]
- THE IDOLM@STER MILLION LIVE! 5thLIVE BRAND NEW PERFORM@NCE!!! LIVE Blu-ray DAY1（2019年）[144]
- Animelo Summer Live 2019 -STORY- DAY1（2020年、アニメロサマープリンセス from プリンセスコネクト!Re:Diveとして出演）[145]
- THE IDOLM@STER MILLION LIVE! 6thLIVE TOUR UNI-ON@IR!!!! LIVE Blu-ray（2020年）[146][147]
- バンダイナムコエンターテインメントフェスティバル 2days LIVE Blu-ray（（2020年、アイカツフレンズ！、アイドルマスター ミリオンライブ！として出演））[148]
- THE IDOLM@STER MILLION LIVE! 7thLIVE Q@MP FLYER!!! Reburn LIVE Blu-ray DAY2（2022年）[149][150][151]
- THE IDOLM＠STER MILLION LIVE! 8thLIVE Twelw@ve LIVE Blu-ray DAY1（2022年）[152][153]
- THE IDOLM@STER MILLION LIVE! 9thLIVE ChoruSp@rkle!! LIVE Blu-ray DAY2（2024年）[154][155]

### 舞台
- 舞台『TRICKSTER～the STAGE～』（2017年4月12日 - 16日） - 野呂誠 役 ※声の出演
- 天才劇団バカバッカ 公演
  - vol.19「BADASS PSY-KICKS!」（2018年2月23日 - 3月4日[156]）
  - vol.20「GOD’S AND DEATH」（2018年10月31日 - 11月4日[157]）
- 朗読劇『声優が魅了する日本怪談話 流離〈さすら〉う魂 -小泉八雲の世界-』（2020年12月26日 - 27日、紀伊国屋サザンシアター TAKASHIMAYA） - 小泉セツ 役 他[158]
- 舞台『Collar×Malice -榎本峰雄編＆笹塚尊編-』（2021年9月9日 - 14日、こくみん共済 coop ホール / スペース・ゼロ） - HANA 役
- 朗読劇『マッチングアプリ:アップルボム(仮)』（2023年7月26日-30日、シアターサンモール）- ピョモンテ・ドンブリコ 役
- 咲女花劇『散る君、うららと舞い上がり、』（2024年1月31日 - 2月4日、六行会ホール）[159]
- アニマックス朗読劇「坂道のアポロン」（2024年3月5日・7日・8日、草月ホール） - 迎律子 役
- LIAR GAME murder mystery『爆発廃工場 〜犯人の挑戦状〜』『首切りホテル 〜最後の夜宴〜』（2024年6月11日、飛行船シアター）[160]
- てぇてぇ夏の物語：ずんだもんとつむぎのバーチャル大冒険（2025年6月8日、東北イタコ[161]）

### パチンコ・パチスロ
- P SHOW BY ROCK!!（2019年、ハンドレッコ）
- Pフィーバー アイドルマスター ミリオンライブ!（2021年、矢吹可奈[162]）
- パチスロ アイドルマスター ミリオンライブ!（2021年、矢吹可奈[163]）

### その他コンテンツ
- クラリオン 方言版ダウンロードボイス 青森編（2014年、十和田林檎[164]）
- シャープ ロボット掃除機「プレミアムなCOCOROBO」（2014年、ココロボちゃん[165]）
- 東北応援キャラクター「東北ずん子」（2015年、東北イタコ）
  - UTAU音源 東北イタコ（2015年）
  - VOICEROID2 東北イタコ（2018年）
- メルマガ Magalry（マガリー）『木戸衣吹の「がんばる」〜女子高生声優のマガジンだけど愛さえあれば読んでくれるよねっ〜』（2013年）
- 実写映画『君と、徒然』（2019年、後輩[166]）
- MF文庫J『世界一可愛い娘が会いに来ましたよ！』PV（2020年、燈華[167]）
- 十五少女（2021年、未森エリカ[168]）

## ディスコグラフィ

### キャラクターソング
| 発売日   | 商品名                                                                            | 歌 | 楽曲                                                                                              | 備考                                                                         |
| 2012年   | 2012年                                                                            | 2012年 | 2012年                                                                                            | 2012年                                                                       |
| -------- | --------------------------------------------------------------------------------- | --- | ------------------------------------------------------------------------------------------------- | ---------------------------------------------------------------------------- |
| 8月3日   | -                                                                                 | 詩音ひなみ（木戸衣吹） | 「ナゾトキ☆トキメキ☆名探偵」                                                                      | OVA『ナゾトキ姫は名探偵♥』テーマソング                                       |
| 10月31日 | Lifeる is LOVEる!!                                                                | リリアナシスターズ | 「Lifeる is LOVEる!!」                                                                            | テレビアニメ『お兄ちゃんだけど愛さえあれば関係ないよねっ』エンディングテーマ |
| 10月31日 | Lifeる is LOVEる!!                                                                | 姫小路秋子（木戸衣吹） | 「LO♡ブ-ラ♡VE コンプレックス」                                                                    | ラジオ『ラジオだけどみんなの愛さえあれば関係ないよねっ』テーマソング         |
| 2013年   |                                                                                   | |                                                                                                   |                                                                              |
| 4月24日  | THE IDOLM@STER LIVE THE@TER PERFORMANCE 01 Thank You!                             | 765 MILLIONSTARS | 「Thank You!」                                                                                    | ゲーム『アイドルマスター ミリオンライブ！』テーマソング                      |
| 4月24日  | THE IDOLM@STER LIVE THE@TER PERFORMANCE 01 Thank You!                             | 765THEATER ALLSTARS | 「Thank You!」                                                                                    | ゲーム『アイドルマスター ミリオンライブ！』テーマソング                      |
| 9月18日  | 帰宅部活動記録 キャラソン&サントラ集 帰宅部@音楽室♪                               | 安藤夏希（木戸衣吹）、道明寺桜（小林美晴） | 「ワクワクDAYS☆」                                                                                 | テレビアニメ『帰宅部活動記録』エンディングテーマ                             |
| 9月18日  | 帰宅部活動記録 キャラソン&サントラ集 帰宅部@音楽室♪                               | 安藤夏希（木戸衣吹）、塔野花梨（結名美月）、古橋愛（田辺留依） | 「女の子の法則」                                                                                  | テレビアニメ『帰宅部活動記録』関連曲                                         |
| 11月27日 | THE IDOLM@STER LIVE THE@TER PERFORMANCE 08                                        | 矢吹可奈（木戸衣吹） | 「オリジナル声になって」                                                                          | ゲーム『アイドルマスター ミリオンライブ！』関連曲                            |
| 11月27日 | THE IDOLM@STER LIVE THE@TER PERFORMANCE 08                                        | 高槻やよい（仁後真耶子）、大神環（稲川英里）、中谷育（原嶋あかり）、矢吹可奈（木戸衣吹） | 「Good-Sleep, Baby♡」                                                                             | ゲーム『アイドルマスター ミリオンライブ！』関連曲                            |
| 2014年   |                                                                                   | |                                                                                                   |                                                                              |
| 3月1日   | Piece                                                                             | 美奈（木戸衣吹） | 「私が一番☆Lovely Angel」                                                                         | テレビアニメ『お姉ちゃんが来た』関連曲                                       |
| 4月23日  | ゴールデンタイム BD・DVD 第5巻特典CD                                              | 加賀香子（堀江由衣）、林田奈々（茅野愛衣）、岡千波（木戸衣吹） | 「コトノハ」                                                                                      | ゲーム『ゴールデンタイム Vivid Memories』エンディングテーマ                  |
| 4月23日  | ゴールデンタイム BD・DVD 第5巻特典CD                                              | 岡千波（木戸衣吹） | 「遠まわりの道」                                                                                  | ゲーム『ゴールデンタイム Vivid Memories』エンディングテーマ                  |
| 4月30日  | 彼女がフラグを立てる理由                                                          | YELL | 「彼女がフラグを立てる理由」                                                                      | テレビアニメ『彼女がフラグをおられたら』エンディングテーマ                   |
| 4月30日  | 彼女がフラグを立てる理由                                                          | 菜波・K・ブレードフィールド（木戸衣吹）、魔法ヶ沢茜（茅野愛衣） | 「春風フラグメンツ」                                                                              | テレビアニメ『彼女がフラグをおられたら』関連曲                               |
| 5月14日  | Suki Suki//LINKS                                                                  | 友寄もり子（大橋彩香）、真境名そり子（木戸衣吹）、呉屋せわし子（田所あずさ） | 「Suki Suki//LINKS」                                                                              | テレビアニメ『健全ロボ ダイミダラー』エンディングテーマ                      |
| 5月14日  | Suki Suki//LINKS                                                                  | 真境名そり子（木戸衣吹） | 「ATSUIしあわせ×AMAIよろこび」                                                                    | テレビアニメ『健全ロボ ダイミダラー』関連曲                                  |
| 6月18日  | 彼女がフラグをおられたら BD・DVD 第1巻特典CD                                      | 菜波・K・ブレードフィールド（木戸衣吹） | 「ファンタスティックQ&A」                                                                         | テレビアニメ 『彼女がフラグをおられたら』関連曲                              |
| 6月25日  | 健全ロボ ダイミダラー オリジナルサウンドトラック                                  | 真境名そり子（木戸衣吹） | 「Suki Suki//LINKS」                                                                              | テレビアニメ『健全ロボ ダイミダラー』関連曲                                  |
| 7月23日  | 精霊剣舞祭                                                                        | にーそっくすす | 「精霊剣舞祭」                                                                                    | テレビアニメ『精霊使いの剣舞』エンディングテーマ                             |
| 7月23日  | 精霊剣舞祭                                                                        | にーそっくすす | 「KN33S0XXX」                                                                                     | テレビアニメ『精霊使いの剣舞』関連曲                                         |
| 7月23日  | 祝祭のエレメンタリア                                                              | にーそっくすす | 「祝祭のエレメンタリア」                                                                          | テレビアニメ『精霊使いの剣舞』イメージソング                                 |
| 7月23日  | ゴールデンタイム BD・DVD 第8巻特典CD                                              | 加賀香子（堀江由衣）、林田奈々（茅野愛衣）、岡千波（木戸衣吹） | 「遠まわりの道」                                                                                  | ゲーム『ゴールデンタイム Vivid Memories』エンディングテーマ                  |
| 7月23日  | ゴールデンタイム BD・DVD 第8巻特典CD                                              | 岡千波（木戸衣吹） | 「遠コトノハ」                                                                                    | ゲーム『ゴールデンタイム Vivid Memories』エンディングテーマ                  |
| 10月8日  | 精霊使いの剣舞 BD・DVD第1巻特典CD                                                 | クレア・ルージュ（木戸衣吹） | 「獅子なる焔」 「Holy Domain」                                                                    | テレビアニメ『精霊使いの剣舞』関連曲                                         |
| 10月8日  | 精霊使いの剣舞 BD・DVD第1巻特典CD                                                 | にーそっくすす | 「刻印讃歌」                                                                                      | テレビアニメ『精霊使いの剣舞』関連曲                                         |
| 11月12日 | 東京ESP キャラクターソングアルバム 歌うESP                                        | 漆葉リンカ（木戸衣吹） | 「STAY WHITE」                                                                                    | テレビアニメ『東京ESP』関連曲                                                |
| 2015年   |                                                                                   | |                                                                                                   |                                                                              |
| 1月28日  | THE IDOLM@STER LIVE THE@TER HARMONY 07                                            | BIRTH | 「Birth of Color」 「Welcome!!」                                                                  | ゲーム『アイドルマスター ミリオンライブ！』関連曲                            |
| 1月28日  | THE IDOLM@STER LIVE THE@TER HARMONY 07                                            | 矢吹可奈（木戸衣吹） | 「おまじない」                                                                                    | ゲーム『アイドルマスター ミリオンライブ！』関連曲                            |
| 3月4日   | 精霊使いの剣舞 BD・DVD 第6巻特典CD                                                | にーそっくすす | 「Holy Domain」                                                                                   | テレビアニメ『精霊使いの剣舞』関連曲                                         |
| 4月4日   | THE IDOLM@STER LIVE THE@TER SOLO COLLECTION Vol.01                                | 矢吹可奈（木戸衣吹） | 「Birth of Color」                                                                                | ゲーム『アイドルマスター ミリオンライブ！』関連曲                            |
| 5月20日  | ナカヨシ！なんです。…よね？                                                       | 天海響（木戸衣吹）、井上成美（伊藤美来）、上原佳奈（飯田里穂）、江角京子（M・A・O）、小川真琴（山崎エリイ） | 「ナカヨシ！なんです。…よね？」                                                                   | テレビアニメ『レーカン！』関連曲                                             |
| 5月20日  | ナカヨシ！なんです。…よね？ [天海 盤]                                             | 天海響となかまたち | 「それがレーカンだ！」                                                                            | テレビアニメ『レーカン！』関連曲                                             |
| 5月20日  | ナカヨシ！なんです。…よね？ [天海 盤]                                             | 天海響（木戸衣吹） | 「お父さんと私」                                                                                  | テレビアニメ『レーカン！』関連曲                                             |
| 6月17日  | レーカン！ BD・DVD 第0巻特典CD                                                    | 天海響と霊のみなさん | 「成仏のススメ」                                                                                  | テレビアニメ『レーカン！』関連曲                                             |
| 7月15日  | レーカン！ BD・DVD 第1巻特典CD                                                    | アホの山田とレーカン！5人娘 | 「あいうえおや」                                                                                  | テレビアニメ『レーカン！』関連曲                                             |
| 4月4日   | THE IDOLM@STER LIVE THE@TER SOLO COLLECTION Vol.02                                | 矢吹可奈（木戸衣吹） | 「Good-Sleep, Baby♡」                                                                             | ゲーム『アイドルマスター ミリオンライブ！』関連曲                            |
| 9月16日  | レーカン！ BD・DVD 第3巻特典CD                                                    | オールスターキャスト | 「カラフルストーリー」                                                                            | テレビアニメ『レーカン！』関連曲                                             |
| 9月30日  | THE IDOLM@STER LIVE THE@TER DREAMERS 01 Dreaming!                                 | MILLION ALLSTARS | 「Welcome!!」                                                                                     | ゲーム『アイドルマスター ミリオンライブ！』関連曲                            |
| 10月28日 | THE IDOLM@STER LIVE THE@TER DREAMERS 02                                           | 天海春香（中村繪里子）、春日未来（山崎はるか）、北上麗花（平山笑美）、北沢志保（雨宮天）、ジュリア（愛美）、高槻やよい（仁後真耶子）、所恵美（藤井ゆきよ）、七尾百合子（伊藤美来）、望月杏奈（夏川椎菜）、矢吹可奈（木戸衣吹） | 「Dreaming!」                                                                                     | ゲーム『アイドルマスター ミリオンライブ！』関連曲                            |
| 10月28日 | THE IDOLM@STER LIVE THE@TER DREAMERS 02                                           | 高槻やよい（仁後真耶子）、矢吹可奈（木戸衣吹） | 「Eternal Spiral」                                                                                | ゲーム『アイドルマスター ミリオンライブ！』関連曲                            |
| 2016年   |                                                                                   | |                                                                                                   |                                                                              |
| 1月30日  | THE IDOLM@STER LIVE THE@TER SOLO COLLECTION Vol.03 Vocal Edition                  | 矢吹可奈（木戸衣吹） | 「Eternal Spiral」                                                                                | ゲーム『アイドルマスター ミリオンライブ！』関連曲                            |
| 4月27日  | STAR☆T                                                                            | Tiara | 「ハートの軌跡」                                                                                  | ゲーム『バトルガール ハイスクール』関連曲                                    |
| 7月13日  | TVアニメ『ばくおん!!』キャラソンミニアルバム キャラクターソングミニアルバム       | 中野千雨（木戸衣吹） | 「ポールポジション・（リトル）ガール」                                                            | テレビアニメ『ばくおん!!』関連曲                                             |
| 7月13日  | TVアニメ『ばくおん!!』キャラソンミニアルバム キャラクターソングミニアルバム       | 佐倉羽音（上田麗奈）、鈴乃木凜（東山奈央）、天野恩紗（内山夕実）、三ノ輪聖（山口立花子）、中野千雨（木戸衣吹） | 「ぶぉん！ぶぉん！らいど・おん！（Five Cylinder ver.）」                                          | テレビアニメ『ばくおん!!』エンディングテーマ                                 |
| 10月19日 | It's All Star☆Right彡                                                             | キラキラ | 「It's All Star☆Right彡」 「時雨る雪と花つぼみ」                                                  | ゲーム『アイドル事変』関連曲                                                 |
| 11月9日  | THE IDOLM@STER THE@TER ACTIVITIES 03                                              | 矢吹可奈（木戸衣吹）、佐竹美奈子（大関英里）、篠宮可憐（近藤唯）、真壁瑞希（阿部里果）、北上麗花（平山笑美） | 「赤い世界が消える頃」 「DIAMOND DAYS」                                                           | ゲーム『アイドルマスター ミリオンライブ！』関連曲                            |
| 12月7日  | THE IDOLM@STER LIVE THE@TER FORWARD 01 Sunshine Rhythm                            | カプリコーン | 「NO CURRY NO LIFE」                                                                              | ゲーム『アイドルマスター ミリオンライブ！』関連曲                            |
| 12月7日  | THE IDOLM@STER LIVE THE@TER FORWARD 01 Sunshine Rhythm                            | Sunshine Rhythm | 「サンリズム・オーケストラ♪」                                                                     | ゲーム『アイドルマスター ミリオンライブ！』関連曲                            |
| 2017年   |                                                                                   | |                                                                                                   |                                                                              |
| 2月22日  | 夏音-フシギナイロ-/Cat-Cat Romance                                                | Clover | 「夏音-フシギナイロ-」                                                                            | ゲーム『バトルガール ハイスクール』関連曲                                    |
| 3月9日   | THE IDOLM@STER LIVE THE@TER SOLO COLLECTION 04 Sunshine Theater                   | 矢吹可奈（木戸衣吹） | 「DIAMOND DAYS」                                                                                  | ゲーム『アイドルマスター ミリオンライブ！』関連曲                            |
| 3月16日  | 覚醒〜Alternative Heart〜                                                         | 広瀬こはる（橋本ちなみ）、西園寺玲（木戸衣吹）、水島愛梨（遠藤ゆりか）、天堂真知（安済知佳）、悠木美弥花（竹達彩奈）、橘直美（大空直美）                                                                                       | 「覚醒〜Alternative Heart〜」                                                                     | ゲーム『オルタナティブガールズ』関連曲                                       |
| 4月19日  | SHOW BY ROCK!!# BD 第5巻特装限定版 完全新作スペシャルCD                           | ペイペイン（田中あいみ）、ハンドレッコ（木戸衣吹） | 「Serve a Master」                                                                                | テレビアニメ『SHOW BY ROCK!!#』関連曲                                        |
| 7月26日  | ホシノキズナ                                                                      | 神樹ヶ峰女学園星守クラス | 「ホシノキズナ」                                                                                  | テレビアニメ『バトルガール ハイスクール』オープニングテーマ                  |
| 7月26日  | THE IDOLM@STER MILLION THE@TER GENERATION 01 Brand New Theater!                   | 765 MILLION ALLSTARS | 「Brand New Theater!」                                                                            | ゲーム『アイドルマスター ミリオンライブ！ シアターデイズ』テーマソング       |
| 7月26日  | THE IDOLM@STER MILLION THE@TER GENERATION 01 Brand New Theater!                   | 765 MILLION ALLSTARS | 「Dreaming!」                                                                                     | ゲーム『アイドルマスター ミリオンライブ！ シアターデイズ』関連曲             |
| 8月23日  | エロマンガ先生 BD・DVD第3巻特典CD                                                 | 神野めぐみ（木戸衣吹） | 「スマイル同盟」                                                                                  | テレビアニメ『エロマンガ先生』関連曲                                         |
| 12月6日  | THE IDOLM@STER MILLION LIVE! M@STER SPARKLE 04                                    | 矢吹可奈（木戸衣吹） | 「あめにうたおう♪」                                                                               | ゲーム『アイドルマスター ミリオンライブ！ シアターデイズ』関連曲             |
| 11月27日 | アイドルマスター ミリオンライブ！ Blooming Clover 第1巻限定版 オリジナルCD        | 矢吹可奈（木戸衣吹）、北沢志保（雨宮天） | 「L・O・B・M」                                                                                    | 漫画『アイドルマスター ミリオンライブ！ Blooming Clover』関連曲              |
| 11月27日 | アイドルマスター ミリオンライブ！ Blooming Clover 第1巻限定版 オリジナルCD        | 矢吹可奈（木戸衣吹） | 「ゲンキトリッパー」                                                                              | 漫画『アイドルマスター ミリオンライブ！ Blooming Clover』関連曲              |
| 2018年   |                                                                                   | |                                                                                                   |                                                                              |
| 1月24日  | スクールガールストライカーズ 〜トゥインクルメロディーズ〜 Melody Collection       | ビスケット・シリウス | 「ハートビーツ」                                                                                  | ゲーム『スクールガールストライカーズ 〜トゥインクルメロディーズ〜』関連曲    |
| 1月24日  | バトルガール ハイスクール BD・DVD第3巻特典CD                                      | 千導院楓（木戸衣吹） | 「ホシノキズナ」 「ハートの軌跡」 「夏音-フシギナイロ-」 「青の風」                               | テレビアニメ『バトルガール ハイスクール』関連曲                              |
| 1月31日  | THE IDOLM@STER MILLION THE@TER GENERATION 04 プリンセススターズ                   | プリンセススターズ | 「Princess Be Ambitious!!」                                                                       | ゲーム『アイドルマスター ミリオンライブ！ シアターデイズ』関連曲             |
| 1月31日  | THE IDOLM@STER MILLION THE@TER GENERATION 04 プリンセススターズ                   | プリンセススターズ | 「Brand New Theater!」                                                                            | ゲーム『アイドルマスター ミリオンライブ！ シアターデイズ』関連曲             |
| 4月4日   | THE IDOLM@STER MILLION LIVE! M@STER SPARKLE 08                                    | 765 MILLION ALLSTARS | 「Brand New Theater!」                                                                            | ゲーム『アイドルマスター ミリオンライブ！ シアターデイズ』関連曲             |
| 5月30日  | プリンセスコネクト！Re:Dive PRICONNE CHARACTER SONG 03                            | ノゾミ（日笠陽子）、チカ（福原綾香）、ツムギ（木戸衣吹） | 「Shining Future」                                                                                | ゲーム『プリンセスコネクト！Re:Dive』挿入歌                                  |
| 6月1日   | THE IDOLM@STER LIVE THE@TER SOLO COLLECTION 06 プリンセススターズ                 | 矢吹可奈（木戸衣吹） | 「赤い世界が消える頃」                                                                            | ゲーム『アイドルマスター ミリオンライブ！』関連曲                            |
| 7月27日  | アイドルマスター ミリオンライブ！ Blooming Clover 第3巻限定版 オリジナルCD        | 天海春香（中村繪里子）、春日未来（山崎はるか）、矢吹可奈（木戸衣吹） | 「ONLY MY NOTE」                                                                                  | 漫画『アイドルマスター ミリオンライブ！ Blooming Clover』関連曲              |
| 7月27日  | アイドルマスター ミリオンライブ！ Blooming Clover 第3巻限定版 オリジナルCD        | 桜守歌織（香里有佐）、高山紗代子（駒形友梨）、矢吹可奈（木戸衣吹） | 「MUSIC♪」                                                                                        | 漫画『アイドルマスター ミリオンライブ！ Blooming Clover』関連曲              |
| 8月8日   | Unending blue                                                                     | 二階堂玲衣（木戸衣吹） | 「Unending blue」                                                                                 | ゲーム『ワールドエンド・シンドローム』エンディングテーマ                     |
| 8月8日   | Unending blue                                                                     | 二階堂玲衣（木戸衣吹） | 「真夏のシークレット-5uk1-」                                                                      | ゲーム『ワールドエンド・シンドローム』挿入歌                                 |
| 8月17日  | スクールガールストライカーズ 〜トゥインクルメロディーズ〜 Melody Collection Vol.2 | 篠宮明佳里（富永美杜）、美山椿芽（石原夏織）、杏橋天音（伊瀬茉莉也）、不知火ハヅキ（富岡美沙子）、緋ノ宮二穂（木戸衣吹） | 「もしもの私」                                                                                    | ゲーム『スクールガールストライカーズ 〜トゥインクルメロディーズ〜』関連曲    |
| 8月29日  | THE IDOLM@STER MILLION THE@TER GENERATION 11 UNION!!                              | 765 MILLION ALLSTARS | 「UNION!!」 「Welcome!!」                                                                         | ゲーム『アイドルマスター ミリオンライブ！ シアターデイズ』関連曲             |
| 9月26日  | プリンセスコネクト！Re:Dive PRICONNE CHARACTER SONG 05                            | ツムギ（木戸衣吹） | 「アマノジャクHEART」                                                                             | ゲーム『プリンセスコネクト！Re:Dive』挿入歌                                  |
| 12月27日 | アイドルマスター ミリオンライブ！ Blooming Clover 第4巻限定版 オリジナルCD        | 矢吹可奈（木戸衣吹）、箱崎星梨花（麻倉もも）、高坂海美（上田麗奈） | 「Dreaming!」                                                                                     | 漫画『アイドルマスター ミリオンライブ！ Blooming Clover』関連曲              |
| 2019年   |                                                                                   | |                                                                                                   |                                                                              |
| 4月26日  | THE IDOLM@STER THE@TER SOLO COLLECTION 07 PRINCESS STARS                          | 矢吹可奈（木戸衣吹） | 「Brand New Theater!」                                                                            | ゲーム『アイドルマスター ミリオンライブ！ シアターデイズ』関連曲             |
| 5月29日  | THE IDOLM@STER MILLION THE@TER GENERATION 17 STAR ELEMENTS                        | STAR ELEMENTS | 「Episode. Tiara」 「ギブミーメタファー」                                                         | ゲーム『アイドルマスター ミリオンライブ！ シアターデイズ』関連曲             |
| 6月27日  | アイドルマスター ミリオンライブ！ Blooming Clover 第5巻限定版 オリジナルCD        | 矢吹可奈（木戸衣吹）、北沢志保（雨宮天）、箱崎星梨花（麻倉もも）、高坂海美（上田麗奈） | 「Clover Days」                                                                                   | 漫画『アイドルマスター ミリオンライブ！ Blooming Clover』関連曲              |
| 6月27日  | アイドルマスター ミリオンライブ！ Blooming Clover 第5巻限定版 オリジナルCD        | 矢吹可奈（木戸衣吹）、北沢志保（雨宮天） | 「メリー」                                                                                        | 漫画『アイドルマスター ミリオンライブ！ Blooming Clover』関連曲              |
| 7月24日  | THE IDOLM@STER MILLION THE@TER WAVE 01 Flyers!!!                                  | 765 MILLION ALLSTARS | 「Flyers!!!」                                                                                     | ゲーム『アイドルマスター ミリオンライブ！ シアターデイズ』関連曲             |
| 2020年   |                                                                                   | |                                                                                                   |                                                                              |
| 1月8日   | FANATIC!                                                                          | 三日月眼 | 「FANATIC!」 「トロピカルドリーム」                                                               | 『IDOL舞SHOW』関連曲                                                         |
| 1月8日   | FANATIC! 通常盤                                                                   | NO PRINCESS、三日月眼、X-UC | 「SENRAN!アイドル天下道へ」                                                                       | 『IDOL舞SHOW』関連曲                                                         |
| 1月22日  | My Precious Darling/You're My Shining Star                                        | 西園寺玲（木戸衣吹） | 「You're My Shining Star」                                                                        | ゲーム『オルタナティブガールズ』関連曲                                       |
| 3月27日  | アイドルマスター ミリオンライブ！ Blooming Clover 第6巻限定版 オリジナルCD        | 矢吹可奈（木戸衣吹） | 「自転車」                                                                                        | 漫画『アイドルマスター ミリオンライブ！ Blooming Clover』関連曲              |
| 4月29日  | プリンセスコネクト！Re:Dive PRICONNE CHARACTER SONG 14                            | ノゾミ（日笠陽子）、チカ（福原綾香）、ツムギ（木戸衣吹） | 「Call Me Darling!」                                                                              | ゲーム『プリンセスコネクト！Re:Dive』挿入歌                                  |
| 8月26日  | THE IDOLM@STER MILLION THE@TER WAVE 10 Glow Map                                   | 765 MILLION ALLSTARS | 「Glow Map」                                                                                      | ゲーム『アイドルマスター ミリオンライブ！ シアターデイズ』関連曲             |
| 10月7日  | キミシダイ Our future                                                             | 三日月眼 | 「キミシダイ Our future」 「叶えて、神様」                                                        | 『IDOL舞SHOW』関連曲                                                         |
| 12月23日 | プリンセスコネクト！Re:Dive PRICONNE CHARACTER SONG 19                            | レイ（早見沙織）、ツムギ（木戸衣吹） | 「Paradox」                                                                                       | ゲーム『プリンセスコネクト！Re:Dive』挿入歌                                  |
| 12月23日 | プリンセスコネクト！Re:Dive PRICONNE CHARACTER SONG 19                            | ツムギ（木戸衣吹） | 「Paradox」                                                                                       | ゲーム『プリンセスコネクト！Re:Dive』挿入歌                                  |
| 2021年   |                                                                                   | |                                                                                                   |                                                                              |
| 4月21日  | THE IDOLM@STER MILLION THE@TER WAVE 16 ≡君彩≡                                     | ≡君彩≡ | 「ReTale」 「パンとフィルム」                                                                     | ゲーム『アイドルマスター ミリオンライブ！ シアターデイズ』関連曲             |
| 5月22日  | THE IDOLM@STER LIVE THE@TER SOLO COLLECTION 08 Princess Stars                     | 矢吹可奈（木戸衣吹） | 「NO CURRY NO LIFE」                                                                              | ゲーム『アイドルマスター ミリオンライブ！』関連曲                            |
| 7月28日  | THE IDOLM@STER MILLION THE@TER SEASON Harmony 4 You                               | 765 MILLION ALLSTARS | 「Harmony 4 You」                                                                                 | ゲーム『アイドルマスター ミリオンライブ！ シアターデイズ』関連曲             |
| 7月28日  | THE IDOLM@STER MILLION THE@TER SEASON Harmony 4 You                               | プリンセススターズ | 「EVERYDAY STARS!!」                                                                              | ゲーム『アイドルマスター ミリオンライブ！ シアターデイズ』関連曲             |
| 9月29日  | プリンセスコネクト！Re:Dive PRICONNE CHARACTER SONG 23                            | ノゾミ（日笠陽子）、チカ（福原綾香）、ツムギ（木戸衣吹） | 「ジャストアモーメント！」                                                                        | ゲーム『プリンセスコネクト！Re:Dive』挿入歌                                  |
| 9月29日  | プリンセスコネクト！Re:Dive PRICONNE CHARACTER SONG 23                            | ツムギ（木戸衣吹） | 「ジャストアモーメント！」                                                                        | ゲーム『プリンセスコネクト！Re:Dive』挿入歌                                  |
| 11月24日 | 魔法科高校の優等生 BD・DVD第3巻特典CD                                             | 一色愛梨（Lynn）、十七夜栞（種﨑敦美）、四十九院沓子（木戸衣吹） | 「Composition」                                                                                   | テレビアニメ『魔法科高校の優等生』関連曲                                     |
| 2022年   |                                                                                   | |                                                                                                   |                                                                              |
| 1月26日  | THE IDOLM@STER MILLION LIVE! M@STER SPARKLE2 04                                   | 矢吹可奈（木戸衣吹） | 「グローインミュージック！」                                                                      | ゲーム『アイドルマスター ミリオンライブ！ シアターデイズ』関連曲             |
| 1月27日  | アイドルマスター ミリオンライブ！ Blooming Clover 第10巻限定版 オリジナルCD       | 矢吹可奈（木戸衣吹）、福田のり子（浜崎奈々）、周防桃子（渡部恵子） | 「Happy!」                                                                                        | 漫画『アイドルマスター ミリオンライブ！ Blooming Clover』関連曲              |
| 2月12日  | THE IDOLM@STER LIVE THE@TER SOLO COLLECTION 09 Princess Stars                     | 矢吹可奈（木戸衣吹） | 「Episode. Tiara」                                                                                | ゲーム『アイドルマスター ミリオンライブ！ シアターデイズ』関連曲             |
| 6月22日  | YEAH SAY YEAHHH!/無限日本列島LOVE/パステルグレイ                                  | 三日月眼 | 「無限日本列島LOVE」                                                                              | 劇場アニメ『劇場版IDOL舞SHOW』エンディングテーマ                             |
| 6月22日  | YEAH SAY YEAHHH!/無限日本列島LOVE/パステルグレイ @Loppi・HMV限定盤                | NO PRINCESS、三日月眼、X-UC | 「SENRAN! アイドル天下道へ2022」                                                                  | 劇場アニメ『劇場版IDOL舞SHOW』テーマソング                                   |
| 6月29日  | THE IDOLM@STER MILLION THE@TER SEASON LOVERS HEART                                | LOVERS HEART | 「空色♡ Birthday Card」 「Harmony 4 You」                                                         | ゲーム『アイドルマスター ミリオンライブ！ シアターデイズ』関連曲             |
| 6月29日  | THE IDOLM@STER MILLION THE@TER SEASON LOVERS HEART                                | 望月杏奈（夏川椎菜）、矢吹可奈（木戸衣吹）、天海春香（中村繪里子）、ジュリア（愛美） | 「CHEER UP! HEARTS UP!」                                                                          | ゲーム『アイドルマスター ミリオンライブ！ シアターデイズ』関連曲             |
| 7月27日  | THE IDOLM@STER MILLION THE@TER SEASON 夢にかけるRainbow                           | 765 MILLION ALLSTARS | 「夢にかけるRainbow」                                                                             | ゲーム『アイドルマスター ミリオンライブ！ シアターデイズ』関連曲             |
| 7月27日  | THE IDOLM@STER MILLION THE@TER SEASON 夢にかけるRainbow                           | プリンセススターズ | 「夢にかけるRainbow」                                                                             | ゲーム『アイドルマスター ミリオンライブ！ シアターデイズ』関連曲             |
| 11月26日 | アイドルマスター ミリオンライブ！ Blooming Clover 第12巻限定版 オリジナルCD       | 矢吹可奈（木戸衣吹）、高坂海美（上田麗奈） | 「キミがいて夢になる」                                                                            | 漫画『アイドルマスター ミリオンライブ！ Blooming Clover』関連曲              |
| 12月14日 | THE IDOLM@STER MILLION THE@TER VARIETY 02                                         | 矢吹可奈（木戸衣吹）、伊吹翼（Machico）、天空橋朋花（小岩井ことり）、北上麗花（平山笑美）、双海真美（下田麻美） | 「ミスティック・セレモニーへの招待状」                                                            | ゲーム『アイドルマスター ミリオンライブ！ シアターデイズ』関連曲             |
| 12月14日 | THE IDOLM@STER MILLION THE@TER VARIETY 02                                         | 765 MILLION ALLSTARS | 「Brand New Theater! 〜Brand New Year Ver.〜」                                                    | ゲーム『アイドルマスター ミリオンライブ！ シアターデイズ』関連曲             |
| 2023年   |                                                                                   | |                                                                                                   |                                                                              |
| 1月14日  | THE IDOLM@STER LIVE THE@TER SOLO COLLECTION 11 Princess Stars                     | 矢吹可奈（木戸衣吹） | 「ギブミーメタファー」                                                                            | ゲーム『アイドルマスター ミリオンライブ！ シアターデイズ』関連曲             |
| 3月23日  | THE IDOLM@STER 765 MILLION ALLSTARS BEST                                          | 765 MILLION ALLSTARS | 「Thank You!（765 MILLION ALLSTARS ver.）」 「夢にかけるRainbow（Brand New Ver.）」 「Crossing!」 | ゲーム『アイドルマスター ミリオンライブ！ シアターデイズ』関連曲             |
| 3月23日  | THE IDOLM@STER LIVE THE@TER BEST                                                  | Sunshine Rhythm | 「サンリズム・オーケストラ♪（Brand New Ver.）」                                                   | ゲーム『アイドルマスター ミリオンライブ！ シアターデイズ』関連曲             |
| 4月22日  | THE IDOLM@STER LIVE THE@TER SOLO COLLECTION 12 Princess Stars                     | 矢吹可奈（木戸衣吹） | 「パンとフィルム」                                                                                | ゲーム『アイドルマスター ミリオンライブ！ シアターデイズ』関連曲             |
| 7月26日  | THE IDOLM@STER MILLION LIVE! グッドサイン                                         | 765 MILLION ALLSTARS | 「グッドサイン」                                                                                  | ゲーム『アイドルマスター ミリオンライブ！ シアターデイズ』関連曲             |
| 7月26日  | THE IDOLM@STER MILLION LIVE! グッドサイン                                         | プリンセススターズ | 「グッドサイン」                                                                                  | ゲーム『アイドルマスター ミリオンライブ！ シアターデイズ』関連曲             |
| 8月23日  | THE IDOLM@STER MILLION ANIMATION THE@TER『Rat A Tat!!!』                          | MILLIONSTARS | 「Rat A Tat!!!」                                                                                  | テレビアニメ『アイドルマスター ミリオンライブ！』オープニングテーマ          |
| 8月23日  | THE IDOLM@STER MILLION ANIMATION THE@TER『Rat A Tat!!!』                          | MILLIONSTARS | 「セブンカウント」                                                                                | テレビアニメ『アイドルマスター ミリオンライブ！』イメージソング              |
| 10月25日 | THE IDOLM@STER MILLION ANIMATION THE@TER MILLIONSTARS Team7th『トワラー』         | MILLIONSTARS Team7th | 「トワラー」                                                                                      | テレビアニメ『アイドルマスター ミリオンライブ！』関連曲                      |
| 2024年   |                                                                                   | |                                                                                                   |                                                                              |
| 2月21日  | THE IDOLM@STER MILLION ANIMATION THE@TER START THE DREAM                          | MILLIONSTARS | 「REFRAIN REL@TION」 「Brand New Theater!」                                                       | テレビアニメ『アイドルマスター ミリオンライブ！』挿入歌                      |
| 2月21日  | THE IDOLM@STER MILLION ANIMATION THE@TER START THE DREAM                          | MILLIONSTARS | 「Thank You!（Acoustic ver.）」                                                                   | テレビアニメ『アイドルマスター ミリオンライブ！』挿入歌                      |
| 2月24日  | THE IDOLM@STER LIVE THE@TER SOLO COLLECTION 「REFRAIN REL@TION」 Princess Stars   | 矢吹可奈（木戸衣吹） | 「REFRAIN REL@TION」                                                                              | テレビアニメ『アイドルマスター ミリオンライブ！』関連曲                      |
| 3月29日  | アイドルマスター ミリオンライブ！ BD 特装版第3巻 特典CD                           | MILLIONSTARS Team7th | 「Rat A Tat!!!」                                                                                  | テレビアニメ『アイドルマスター ミリオンライブ！』関連曲                      |
| 4月24日  | THE IDOLM@STER MILLION C@STING 04 銀のテーブル木苺ジャム                          | 水瀬伊織（釘宮理恵）、最上静香（田所あずさ）、矢吹可奈（木戸衣吹）、松田亜利沙（村川梨衣）、菊地真（平田宏美） | 「銀のテーブル木苺ジャム」                                                                        | ゲーム『アイドルマスター ミリオンライブ！ シアターデイズ』関連曲             |
| 7月26日  | アイドルマスター ミリオンライブ！ Blooming Clover 第16巻限定版 オリジナルCD       | 矢吹可奈（木戸衣吹）、北沢志保（雨宮天）、箱崎星梨花（麻倉もも）、高坂海美（上田麗奈） | 「Believe Clover」 「いっしょ」                                                                   | 漫画『アイドルマスター ミリオンライブ！ Blooming Clover』関連曲              |
| 7⽉31⽇  | THE IDOLM@STER MILLION LIVE! 7Days A Week!!                                       | 765 MILLION ALLSTARS | 「7Days A Week!!」 「DIAMOND DAYS」                                                               | ゲーム『アイドルマスター ミリオンライブ！ シアターデイズ』関連曲             |
| 7⽉31⽇  | THE IDOLM@STER MILLION LIVE! 7Days A Week!!                                       | 水瀬伊織（釘宮理恵）、最上静香（田所あずさ）、矢吹可奈（木戸衣吹）、松田亜利沙（村川梨衣）、菊地真（平田宏美） | 「DIAMOND DAYS」                                                                                  | ゲーム『アイドルマスター ミリオンライブ！ シアターデイズ』関連曲             |
| 10月30日 | THE IDOLM@STER MILLION MOVEMENT OF STARDOM ROAD 04 推しってほんと                 | 所恵美（藤井ゆきよ）、島原エレナ（角元明日香）、佐竹美奈子（大関英里）、田中琴葉（種田梨沙）、矢吹可奈（木戸衣吹） | 「推しってほんと」                                                                                | ゲーム『アイドルマスター ミリオンライブ！ シアターデイズ』関連曲             |
| 2025年   |                                                                                   | |                                                                                                   |                                                                              |
| 7月30日  | プリンセスコネクト！Re:Dive PRICONNE CHARACTER SONG 50                            | カノン（幸村恵理）、ツムギ（木戸衣吹） | 「Back×Back」                                                                                     | ゲーム『プリンセスコネクト！Re:Dive』挿入歌                                  |

## ライブ・イベント
- Anisong Ichiban!! presented by HoriPro 
  - vol.1-6（2013年10月26日、2013年11月30日、2013年12月22日、2014年1月18日、2014年2月16日、2014年3月30日　AKIBAカルチャーズ劇場）
  - in AnimeJapan（2014年3月22日　東京ビッグサイト・AnimeJapan 2014BLUEステージ）
  - in 赤坂BLITZ（2014年6月1日　赤坂BLITZ）

## 書籍

### 写真集
- 木戸衣吹1stソロフォトブック『breath』（2019年4月25日、トランスワールドジャパン）ISBN 978-4-86256-259-3
- 木戸衣吹1st写真集新装版『more breath』（2020年9月25日、トランスワールドジャパン）ISBN 978-4-86256-294-4
- 木戸衣吹2nd写真集『おとなきどり』（2024年4月25日、トランスワールドジャパン）ISBN 978-4-86256-383-5

### デジタル写真集
- 木戸衣吹フォトブック『いぶきとデート。』（2023年3月10日、週刊プレイボーイ）